# J.J. Cale
Pour les articles homonymes, voir Cale.
J.J. Cale, de son vrai nom John Weldon Cale, est un auteur, compositeur, interprète et guitariste américain, né le 5 décembre 1938 à Oklahoma City en Oklahoma et mort le 26 juillet 2013 à La Jolla, en Californie.
Ses initiales « J J » lui sont attribuées, à ses débuts, par le patron d'un cabaret, pour le différencier de John Cale, à l'époque membre du groupe The Velvet Underground.

## Biographie

### Origines
John Weldon Cale grandit dans une famille modeste à Tulsa dans l'Oklahoma.

### Carrière
Il enregistre, le 6 octobre 1958, sous le nom de Johnny Cale, un single Shock Hop & Sneaky sorti chez Mercury Records, puis sous le nom de Johnny Cale Quintet, deux autres singles sous le label Chan : The Purple Onion [instr.], Troubles, Troubles, Troubles et Ain't That Lovin' You Baby, She's My Desire, puis joue en compagnie de Leon Russell. En 1965 sort chez Liberty Records un single ayant After Midnight pour face B. Au milieu des années 1960, le surnom de J.J. Cale lui est donné par un des propriétaires du club Whisky a Go Go à Hollywood pour le différencier de son homonyme John Cale du Velvet Underground. Il gardera ce nom de scène pour la suite de sa carrière.
En 1967, avec le groupe éphémère Leather Coated Minds, dont le seul album, Trip Down Sunset Strip, est devenu collector, pour la présence de J.J. Cale. À la suite du succès de la reprise de After Midnight par Eric Clapton sur son premier album en solo en 1970, Audie Ashworth l'encourage à enregistrer Naturally qui sortira en 1972,, suivi quelques mois plus tard de Really. De là naîtra une amitié entre les deux musiciens. J.J. Cale cultive l'anonymat tout au long de sa carrière. Il fait peu de tournées et pose pour la première fois en couverture d'un de ses albums en 1983 pour # 8, après vingt ans de carrière,. Il prend un soin particulier à l'enregistrement de ses morceaux, qu'il produit lui-même dans son studio, construit chez lui, notamment grâce aux royalties pour les droits d'auteur des différentes reprises de ses compositions,.
J.J. Cale est l'un des personnages principaux du roman Visas antérieurs de Luc Baranger, paru aux éditions Gallimard en 1996.

### Mort
Il meurt d'une crise cardiaque le 26 juillet 2013 à La Jolla, en Californie. Il est inhumé au cimetière de Mission San Luis Rey, situé dans la ville d'Oceanside (Californie).

## Musique et influences

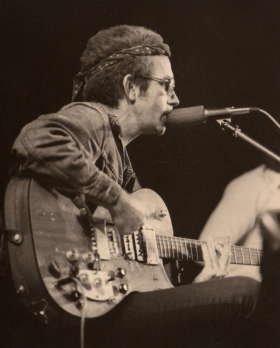
J.J. Cale en 1975 à Munich.

Sa musique est un genre de country rock largement teinté de blues, empruntant également au jazz et à la soul. Initiateur du « Tulsa sound » (son de Tulsa), son style est aussi appelé laid back, en référence à son jeu de guitare décontracté et à sa voix nonchalante. Son jeu de guitare a été influencé par Les Paul, Django Reinhardt, Jimmy Reed, Chet Atkins ou encore Hank Williams.
Réputé perfectionniste et exigeant quant à la qualité de ses productions comme de ses sons de guitare, l'homme était connu pour son humilité, fuyant la célébrité.
Il a beaucoup influencé les artistes des années 1970 et 1980, notamment Mark Knopfler pour son jeu de guitare et sa façon de chanter, ainsi qu'Eric Clapton, qui a repris plusieurs de ses chansons (After Midnight, Cocaine, I'll Make Love To You Anytime, Travelin' Light, River Runs Deep, Everything Will Be Alright). En 2006 il enregistre avec Eric Clapton Road to Escondido, où il signe la plupart des titres.
Beaucoup d'autres artistes de renom ont puisé dans le répertoire de J. J. Cale : Lynyrd Skynyrd, Santana, Freddie King, Chet Atkins, Widespread Panic, Jerry Garcia Band, Seldom Scene, Bill Wyman, Jim Gordon, Dr Hook, Waylon Jennings, Clarence Gatemouth Brown, Bryan Ferry, Kansas, Cissy Houston, Maria Muldaur, Randy Crawford, Billy Strings, Johnny Cash, John Mayall, The Tractors, Poco et beaucoup d'autres encore, comme Francis Cabrel, le groupe Stocks (Cocaïne en français sur leur album live) en France.

## Principaux titres
- Crazy Mama

- After Midnight
- Cocaine (album Troubadour)
- I'll Make Love To You Anytime
- Don't Cry Sister
- Magnolia
- Call Me The Breeze
- Sensitive Kind
- Mama Don't
- Travelin' light

## Discographie

### Albums studio
- 1972 : Naturally
- 1972 : Really
- 1974 : Okie
- 1976 : Troubadour
- 1979 : 5
- 1980 : Shades
- 1982 : Grasshopper
- 1983 : JJ Cale N°8
- 1990 : Travel-Log
- 1992 : Number 10
- 1994 : Closer to You
- 1996 : Guitar Man
- 2004 : To Tulsa and Back
- 2006 : The Road to Escondido (avec Eric Clapton)
- 2007 : Rewind: The Unreleased Recordings
- 2009 : Roll On

### Album posthume
- 2019 : Stay Around

### Compilations
- 1984 : Special Edition
- 1997 : The Very Best of J. J. Cale
- 1997 : Anyway The wind Blows: The Anthology
- 2011 : The Silvertone Years

### Albumslive
- 2001 : Live
- 2003 : In Session At Paradise Studios, Los Angeles, 1979 (avec Leon Russell)
- 2013 : Breezin' at the Café, Minneapolis, 1988.

### Participations
- 1965 : Leon Russell, Everybody's Talkin about the Young - Dot
- 1966 : The Surfaris, Chicago Green/ShowBiz - Dot
- 1967 : The Leathercoated Minds, A Trip Down The Sunset Strip - Viva
- 1968 : Sonny Curtis, Sonny Curtis - Viva
- 1970 : Don White, Overtime - Dot
- 1973 : Art Garfunkel, Angel Clare - CBS
- 1973 : Leon Russell, Hank Wilson's Back - Shelter
- 1973 : Bob Seger, Back in '72 - Palladium/Reprise
- 1973 : Jimmy Rogers, Gold Tailed Bird - Shelter
- 1974 : Leon Russell, Stop All That Jazz - Shelter
- 1975 : Leon Russell, Will o' the Wisp - Shelter
- 1976 : Maria Muldaur, Sweet Harmony - Warner
- 1978 : Jessi Colter, That's the Way a Cow-boy Rocks - Capitol
- 1978 : Gordon Payne, Gordon Payne - A&M
- 1978 : Neil Young, Comes a Time - Reprise
- 1978 : Eddy Mitchell, Après minuit - Barclay
- 1978 : Jonas Band Fjeld, Back In the USA - Mercury
- 1979 : Lee Clayton, Naked Child - Capitol
- 1980 : Don Schlitz, Dreamers Matinee - Capitol
- 1980 : Lawler & Cobb, Men From Nowhere - Elektra
- 1984 : Christine Lakeland, Veranda - Comet
- 1989 : Usual Suspects, Goodbye - Suspex
- 1990 : Emile Wandelmer, Lover's Café - WEA
- 1990 : Christine Lakeland, Fireworks - Loft
- 1991 : Paul Simon, Rhythm of the Saints - CBS
- 1992 : John Hammond, Got Love If You Want It - Pointblank
- 1993 : John Hammond, Trouble No More - Pointblank
- 1993 : Christine Lakeland, Reckoning - SkyRanch
- 1994 : Ben Keith, Seven Gates - Reprise
- 1994 : The Tractors, The Tractors - Arista
- 2006 : Tony Joe White, Uncovered - Swamp Records
- 2010 : Eric Clapton, Clapton - Reprise Records. (Clapton y reprend 2 titres de J.J. Cale : River Runs Deep (en duo avec lui) et Everything Will Be Alright. On peut aussi entendre J.J. Cale sur That's No Way To Get Along).
- 2013 : Eric Clapton, Old Sock - Bushbranch (Duo Clapton/J.J. Cale sur le titre Angel, paroles et musique de J.J. Cale)
- 2016 : Eric Clapton, I Still Do - Bushbranch (Clapton reprend deux titres inédits composés par J.J. Cale : Can't Let You Do It et Somebody's Knockin')

## Filmographie
- DVD : En tournée avec J. J. Cale (On Tour With J. J. Cale), de Jörg Bundschuh, Black Hill, 2005. Contient 4 titres inédits, un reportage filmé lors de la tournée "To Tulsa And Back", des interviews (dont Eric Clapton).
- DVD : Live from The Bottom Line, New-York, 1990.
- DVD : J. J. Cale featuring Leon Russell. In Session at The Paradise Studios, Los Angeles, 1979.

## Hommages
- 1992 : Philippe Lafontaine (Belgique) J. J. Cale sur l'album Machine à larmes.
- 2003 : Mendelson (groupe) (France) Qu’est-ce que tu veux ? sur l'album Seuls au Sommet.
- 2011 : Mike Lécuyer (France) Mister J. J. Cale sur l'album De Montparnasse à Montréal et une vidéo sur youtube.
- 2013 : Urbain Lambert (France) J.J. Cale sur l'album Houville.
- 2014 : Tout juste un an après sa disparition paraît Eric Clapton & Friends: The Breeze, An Appreciation of J. J. Cale (2014), où Eric Clapton et d'autres artistes (notamment Tom Petty, Mark Knopfler, John Mayer, Don White, Willie Nelson et Christine Lakeland) lui rendent hommage en reprenant 16 de ses titres[9].
- 2016 : Manu Lanvin (France) J.J. Cale On The Radio sur l'album Blues, Booze & Rock 'N' Roll.
- 2021 : Sanseverino (France) Chez J.J. Cale sur l'album Les Deux Doigts Dans La Prise.